# HSG Nordhorn
| HSG Nordhorn        | HSG Nordhorn    |
| ------------------- | --------------- |
| Nadimak:            | -/-             |
| Osnovan:            | 1. lipnja 1981. |
| Boje kluba:         | crveno-bijelo   |
| Trener:             | Ola Lindgren    |
| Dvorana:            | Euregium        |
| Sjedećih mjesta:    | 6.800           |
| Sezona 2006./07.:   |                 |
| Njemačko prvenstvo: | 16. mjesto      |
| Njemački kup:       | zadnjih 16      |

HSG Nordhorn je rukometni klub i natječe se u  Prvoj njemačkoj rukometnoj ligi.

## Poznati igrači koji su nastupali ili nastupaju za HSG Nordhorn
- Ljubomir Vranjes
- Dragan Škrbić
- Peter Gentzel
- Jochen Fraatz
- Frode Hagen

## Vanjske poveznice
- Službene stranice kluba